# Berkshire Special
Berkshire Special – samochód Formuły 1 zaprojektowany w 1955 roku na bazie samochodu Alta GP. Nigdy nie wziął udziału w wyścigu.

## Historia
Geoffrey Crossley, uczestnik dwóch Grand Prix Formuły 1, po 1950 roku z powodu zbyt dużych kosztów postanowił porzucić wyścigi. Crossley podjął próbę powrotu do ścigania w 1955 roku. W tym celu używając części z Alty GP przygotował samochód Berkshire Special, napędzany silnikiem Lea-Francis. Samochód został wystawiony do niewliczanych do Mistrzostw Świata zawodów Glover Trophy gdzie jednak z powodu drobnych problemów Crossley wycofał swoje zgłoszenie przed wyścigiem, a z powodu pracy i obowiązków rodzinnych nie rozwijał później tego projektu.